# Kuntzow

Gut und Dorf Kuntzow 1761

Kuntzow ist ein Ortsteil der Gemeinde Bandelin im Landkreis Vorpommern-Greifswald.

## Geographie
Kuntzow liegt 2 km westlich von Bandelin, nahe der Bundesautobahn 20, und ist in 4 km über deren Abfahrt Gützkow erreichbar. Die Gemarkung des Ortes geht bis an die Peene im Südwesten. Der Ort wird von der K 6 in Richtung Görmin gequert. Nach Süden zur Peene verläuft ein Wirtschaftsweg – Peenestraße benannt. Die Grenze zur Gemeinde Görmin und zum Amt Peenetal-Loitz bildet der Kuntzower Bach, der als eiszeitliche Auswaschung eine Rinne bildet. Östlich des Ortes verläuft das Bandeliner Os, das hier vom Dorf bis zur Straße nach Schmoldow bewaldet ist.

## Geschichte

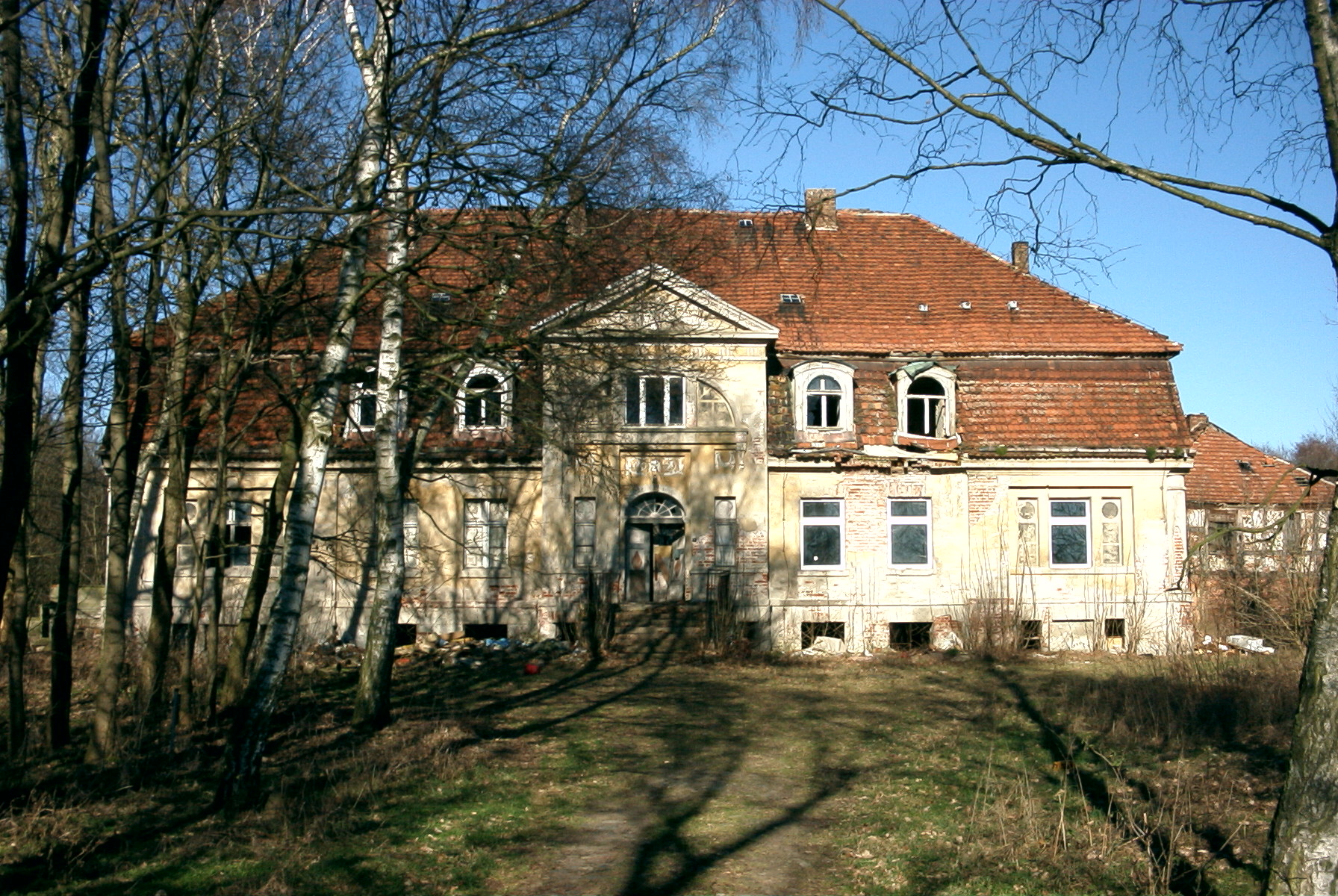
Gutshaus Kuntzow 2004

Kuntzow wurde 1406 mit seinem jetzigen Namen urkundlich erwähnt. Der Ortsname Kuntzow ist wahrscheinlich auf das slawische Wort kuniza – Marder zurückzuführen, es war eine slawische Siedlung.
Laut den Aufzeichnungen der Schwedischen Landesaufnahme von Vorpommern war Kuntzow im Mittelalter im Lehnsbesitz einer adligen Familie Draken. Nach deren Aussterben fiel das Lehen an das pommersche Herzogshaus zurück.
Ab 1582 sind Urkunden vorhanden, worin der Kammerrat Melchior Normann durch Herzog Ernst Ludwig von Pommern-Wolgast mit dem Gut „in Ansehen seiner geleisteten Dienste“ belehnt wurde. 1670 erlosch die männliche Linie des vorpommerschen Zweiges der von Normann, die Tochter Anna Sophia heiratete den Leutnant Bogislav Adam von Heyden und erhielt das Gut bis 1690. In diesem Jahr erfolgte die Verpfändung an Christian Corswandt, die aber nicht anerkannt wurde. Später erfolgte dann aber doch die Belehnung an die Familie Corswandt, ab 1702 blieb es im Besitz derselben. Die Corswandt´s wurden den 11. Oktober 1698 durch Kaiser Leopold I. geadelt.
Die Größe des Gutes wurde am 10. April 1866 wie folgt angegeben:
Ackerland 1364 Morgen, Wiesen 173 Morgen, Weide 76 Morgen, Gärten 17 Morgen, Holzung 221 Morgen, Hofraum, Wege und Kirchhof 73 Morgen, Bleiche und Unland 1 Morgen, ganze Feldmark 1925 Morgen.
Am 1. Januar 1865 waren in Kuntzow 149 Einwohner, darunter 20 Familien, 1 Eigentümer mit 6 Angehörigen, 6 Verwalter und Gehilfen, 1 Wirtschafterin, 11 Knechte und Jungen, 4 Mägde, Tagelöhner – 11 männlich und 12 weiblich, 1 Handwerker, Dienstboten – 3 männlich und 2 weiblich. An Gebäuden: 1 Kirche, 9 Wohnhäuser, 12 Wirtschaftsgebäude und 2 als Fabrikgebäude bezeichnet (eine Schmiede, eine Mühle). Besitzer des Gutes war seit 1823 Kreisdeputierter Carl von Corswandt, seit 1827 vermählt mit Jda von Enckevort-Vogelsang. 1905 ist auch eine Bockwindmühle aufgeführt.
Berüchtigt wurde Kuntzow in den 1920er und 1930er Jahren, weil mit Walther von Corswant der Gauleiter Pommerns der NSDAP hier seinen Sitz hatte. Er gründete die Ortsgruppen der Partei in der ganzen Umgebung sowie den berüchtigten SA-Sturm 77. Wegen seiner teilweise extremen und von der Linie abweichenden Ansichten wurde ihm dann aber die Gauleitung entzogen, er wurde Landrat des Landkreises Greifswald. Er starb 1942 in Greifswald.
Neben der Gutsbesitzerfamilie gehörten in Kuntzow dem Hospital St. Georg mehrere insgesamt 700 ha große Höfe im Ort, die sämtlich unterverpachtet waren. Die Corswants haben das 487 ha große Gut immer selbst bewirtschaftet und mit Land-Bulldog auch technisch neu ausgestattet. Der letzte Besitzer, Joachim von Corswant, schied wohl 1945 aus dem Leben, sein Bruder Malte war im Krieg gefallen, die Mutter verließ die Sowjetische Besatzungszone.
Gräber der Corswants befinden sich auf dem Kirchhof und in der Kapelle auch eine Grablege. Das klassizistische Gutshaus aus der Zeit um 1812 stand viele Jahre leer und war dem Verfall preisgegeben. Derzeit wird das Gebäude von einem Investor aus Bayern restauriert.
Kuntzow hatte am 31. Dezember 2014 72 Einwohner mit Hauptwohnung und 4 mit Nebenwohnung. Kuntzow hatte dann am 31. Dezember 2015 77 Einwohner mit Hauptwohnung und 4 mit Nebenwohnung.

## Sehenswürdigkeiten

### Bauwerke

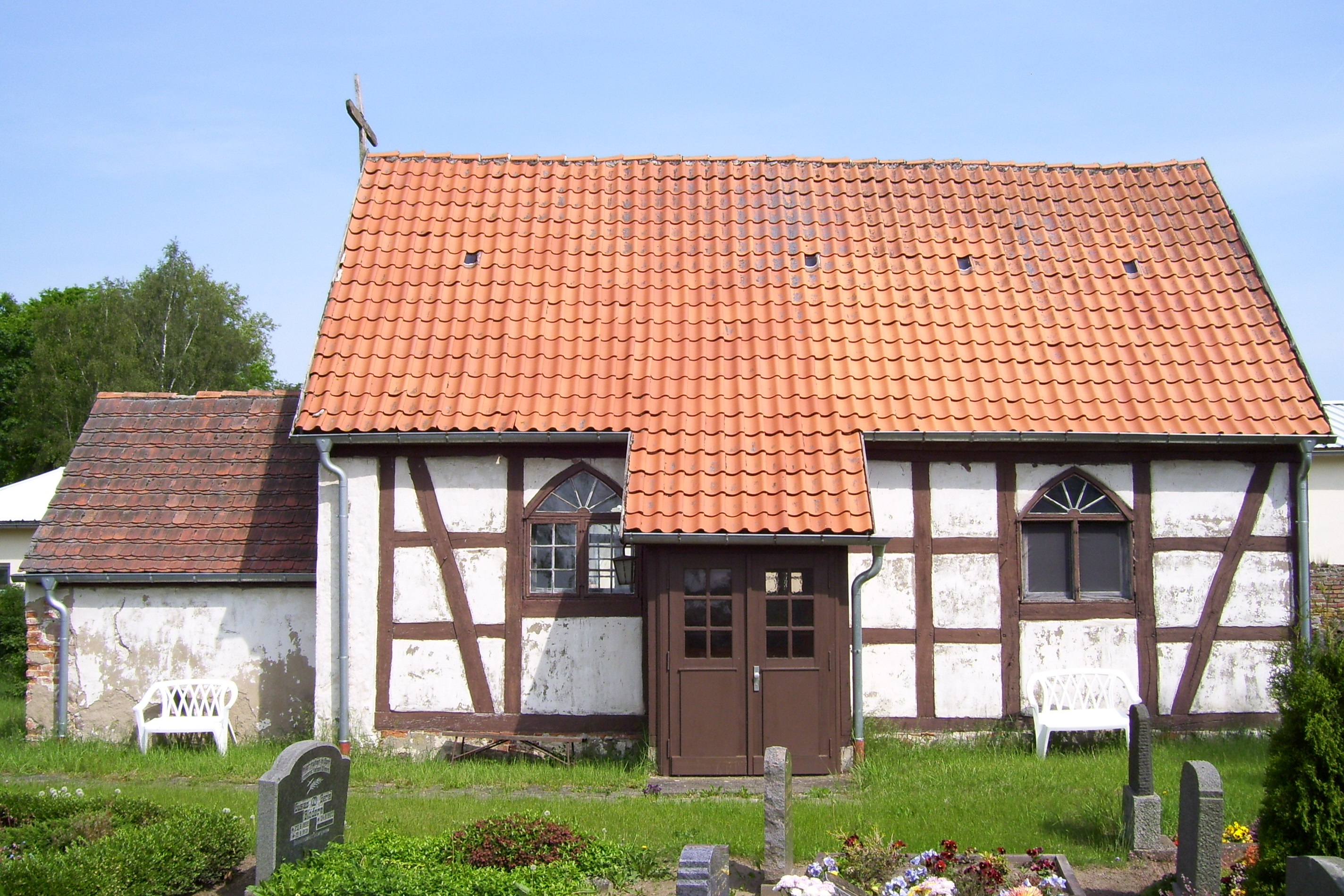
Kapelle in Kuntzow

- Gutshaus Kuntzow, ruinös
- Kapelle Kuntzow

### Grünanlagen und Naherholung
- Der Park wird in einer Schleife vom „Kuntzower Bach“ durchflossen, ist aber ungepflegt und verwildert. Dieser Bach hat ein reizvolles Tal ausgewaschen, das sich bis zur Peene hin zieht.
- In Richtung Bandelin zieht sich vom Gut Kuntzow aus das Bandeliner Os hin, das hier bei dem Dorf bis zur Straße nach Schmoldow bewaldet ist.
- An der Peene befinden sich mehrere Torfstiche auf der Gemarkung, die jetzt den Anglern dienen. Die Stelle ist mit dem Ort durch einen Wirtschaftsweg (Peenestraße genannt) verbunden.